# Gallaudet PW-4
Gallaudet PW-4 là một mẫu thử máy bay tiêm kích do Gallaudet Aircraft Company chế tạo.

## Tính năng kỹ chiến thuật
Dữ liệu lấy từ Angelucci, 1987. pp. 202-203.
Đặc điểm tổng quát
- Kíp lái: 1
- Chiều dài: 22 ft 8 in (6.90 m)
- Sải cánh: 29 ft 10 in (9.09 m)
- Chiều cao: 8 ft 0 in (2.43 m)
- Diện tích cánh: 245 ft2 (22.76 m2)
- Trọng lượng rỗng: 2.203 lb (999 kg)
- Trọng lượng có tải: 3.040 lb (1.379 kg)
- Động cơ: 1 × Packard 1A-1237, 350 hp (260 kW) mỗi chiếc

Hiệu suất bay
- Vận tốc cực đại: 145 mph (233 km/h)